# DBUs Fodboldskole
DBUs Fodboldskole er en fodboldskole for unge arrangeret af Dansk Boldspil-Union. Fodboldskolen afholdes årligt i skolernes sommerferie over hele Danmark og havde i sommeren 2011 deltagelse af 29.520 drenge og piger i alderen 7-14 år.